# 尤利乌斯·克尔纳
尤利乌斯·克尔纳（德語：Julius Körner，1870年12月22日—1954年11月19日），德国男子赛艇运动员。他曾代表德国参加1900年夏季奥林匹克运动会赛艇比赛，获得男子四人单桨有舵手铜牌。